# Santa Maria della Stella alle Paparelle
Santa Maria della Stella alle Paparelle är en dekonsekrerad kyrkobyggnad i Neapel, helgad åt Jungfru Maria. Kyrkan är belägen vid Via Giuseppe de Blasiis.

## Beskrivning
Tillnamnet ”Stella” syftar på Jungfru Marie epitet Stella Maris. ”Paparelle” åsyftar de ordenssystrar vilka bodde bredvid kyrkan; de var uppkallade efter ordensgrundaren Lucia Paparo.
Fasaden i piperno, en magmatisk bergart, ritades av Giovanni Francesco Mormando (1449–1530) och liknar ett klassiskt tempel med sin krönande tympanon och korintiska pilastrar. Mormandos fasad gav Vignola inspiration till fasaden till Sant'Andrea in Via Flaminia i Rom, ritad år 1554.

## Bilder
| Jämförelse av fasaderna till kyrkorna Santa Maria della Stella alle Paparelle i Neapel och Sant'Andrea in Via Flaminia i Rom. |  | Jämförelse av fasaderna till kyrkorna Santa Maria della Stella alle Paparelle i Neapel och Sant'Andrea in Via Flaminia i Rom. |
| Jämförelse av fasaderna till kyrkorna Santa Maria della Stella alle Paparelle i Neapel och Sant'Andrea in Via Flaminia i Rom. |  | |